# Dipaia
Dipaia (řecky Δίπαια, latinsky Dipaea; obyvatelé: Διπαιεύς, množné číslo: Διπαιεῖς) bylo starověké řecké město v Arkádii, v krajině Mainalia, snad přímo na řece Helisson nebo v pohoří Mainalios, v každém případě poblíž Tegeji, protože Hérodotos zmiňoval po Tegeji také Dipaiu v souvislosti s pěti bitvami, kterými roku 470 př. n. l. Sparťané znovu získali nadvládu na Peloponésu.
Později museli obyvatelé své město Dipaia opustit. Pravděpodobně odešli spolu s obyvateli dalších arkádských měst do Thébany založeného města Megalopoli (371 př. n. l.).
Přesná poloha města není známa. Pausaniás je sice zmínil, ale nepopsal. Turističtí průvodci a místní obyvatelé je identifikují s ruinami, které se nacházejí poblíž současného města Davia (Δαβιά),  hlavního města správní jednotky Falanthos.